# مسلسلات أنثولوجية

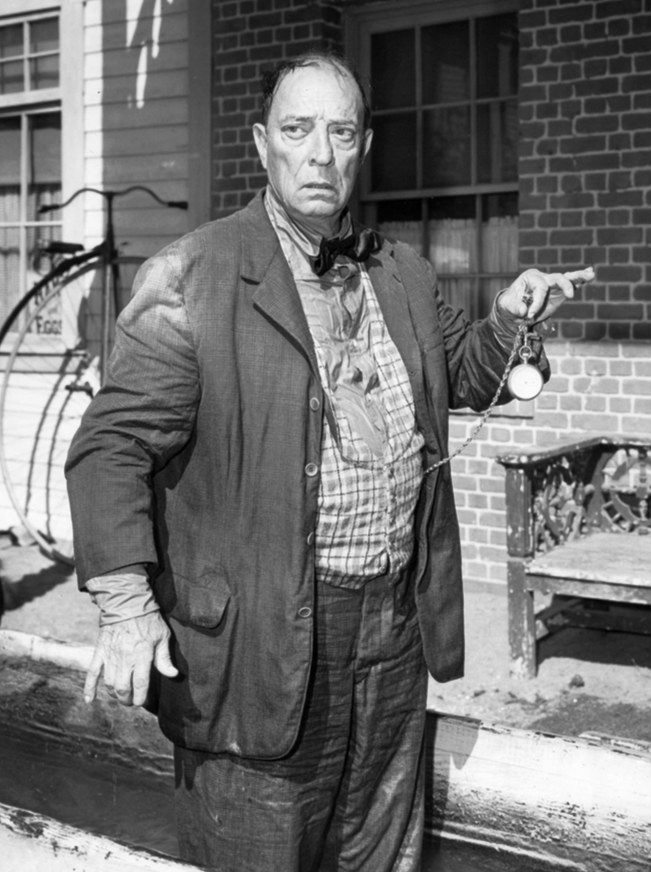

المسلسلات الأنثولوجية (بالإنجليزية: Anthology series)‏ هي مسلسلات إذاعية أو تليفزيونية أو سلسلة أفلام تعرض قصصا مختلفة مع شخصيات مختلفة في كل حلقة أو موسم. عادة ما يكون لهؤلاء طاقم عمل مختلف في كل حلقة، ولكن العديد من المسلسلات في الماضي، مثل المسلسل الأمريكي (Four Star Playhouse)، وظفت فرقة دائمة من الممثلين يظهرون في دراما مختلفة كل أسبوع.

## التسمية
الأنثولوجيا، أو المختارات الأدبية، أو المقتطفات أو المقتطفات الأدبية المختارة هي مجموعة منتقاة من الأعمال الأدبية للكاتب، يتم تجميعها من قبل المؤلف الذي يقوم باختيار أعماله وتنسيقها. قد تكون الأنثولوجيا مؤلفة من مجموعة من القصائد الشعرية المنتقاة والمنسقة، أو مجموعة من القصص القصيرة، أو المسرحيات، أو الأغاني وأحياناً المقطوعات الموسيقية، والتي يتم انتقائها دون غيرها لاشتراكها بميزة ما، كالموضوع المشترك، أو النوع الأدبي، أو الأسلوب، أو اللغة، أو كون كٌتّابها ينتمون إلى منطقة واحدة.
يعود أصل مسمى الأنثولوجيا إلى اللغة اليونانية حيث يعني «باقة الزهور»، وقد تم اقتباسه من عمل «الإكليل» (the garland) للشاعر ميلياغاروس، وهو أحد أقدم الأنثولوجيات المعروفة التي شبهت في مقدمتها القصائد بالزهور.
ثمة خلط شائع بين مصطلحي أنثولوجيا (Anthology) وأنطولوجيا (Ontology) «علم الوجود».

## الإذاعة
كانت العديد من البرامج الإذاعية الشعبية القديمة عبارة عن سلاسل أنثولوجية. في بعض المسلسلات، مثل (Inner Sanctum Mysteries)، كان الثابت الوحيد هو المضيف، الذي قدم واختتم كل عرض درامي. من أوائل هذه البرامج كان (The Collier Hour)، الذي تم بثه على هيئة الإذاعة الوطنية من سنة 1927 إلى 1932.

## التلفزيون
في تاريخ التلفزيون، كانت الأعمال الدرامية الأنثولوجية المباشرة تحظى بشعبية خاصة خلال العصر الذهبي للتلفزيون في الخمسينيات من القرن الماضي، بمسلسلات مثل (The United States Steel Hour) و (The Philco Television Playhouse).
جاء المخرج الأمريكي ديك باول بفكرة لسلسلة أنثولوجية بعنوان (Four Star Playhouse)، ثم توالت بعدها الأعمال التي تدخل ضمن هذا الصنف.
في عام 2011، أضاف المسلسل التلفزيوني الأمريكي قصة رعب أمريكية نوعًا جديدًا من المسلسلات الأنثولوجية في الولايات المتحدة. كل موسم يعد مسلسل قصير منفصل بحد ذاته، يتبع شخصيات وخلفية وقصة خاصة به لها بداية ونهاية. ظهر العديد من الممثلين في المواسم المختلفة، لكنهم لعبوا أدوارًا مختلفة.
أدى نجاح مسلسل قصة رعب أمريكية إلى ظهور سلاسل مماثلة أخرى، مثل مسلسل قصة جريمة أمريكية سنة 2016، ومسلسل عداء سنة 2017.